# Mosese Nabose
Mosese Nabose (ur. 1 lipca 1998 w Suvie) – fidżyjski piłkarz grający na pozycji pomocnika w klubie Tailevu Naitasiri FC.

## Kariera juniorska
Nabose grał w drużynach juniorskich Rewa FC do końca 2020.

## Kariera seniorska

### Tailevu Naitasiri FC
Nabose przeniósł się po raz pierwszy do Tailevu Naitasiri FC 1 stycznia 2021. Grał tam przez rok oraz wywalczył z nimi awans do National Football League. Wrócił do nich 1 stycznia 2023. W sezonie 2023 wystąpił w ich barwach 16 razy zdobywając 5 bramek, co dało mu 6 miejsce w klasyfikacji strzelców, a jego drużyna zajęła siódme miejsce na koniec sezonu.

### Labasa FC
Nabose przeszedł do Labasa FC 1 stycznia 2022. Debiut dla nich zaliczył 13 lutego 2022 w przegranym 2:0 spotkaniu przeciwko Nasinu FC. Łącznie rozegrał dla nich 13 meczów nie strzelając żadnego gola. Jego drużyna zajęła w tamtym sezonie 6 miejsce.

## Kariera reprezentacyjna

### Fidżi
Nabose pierwszy raz został powołany do kadry Fidżi w czerwcu 2024 na Puchar Narodów Oceanii. Zadebiutował w niej 16 czerwca 2024 w meczu z Papuą-Nową Gwineą (wyg. 5:1). Zagrał również 3 dni później w wygranym 9:1 starciu z Samoa. 30 czerwca 2024 rozegrał 45 minut w meczu o 3. miejsce z Tahiti, przegranym przez Fidżi 1:2.
| Mecze i gole w reprezentacji | Mecze i gole w reprezentacji | Mecze i gole w reprezentacji | Mecze i gole w reprezentacji | Mecze i gole w reprezentacji | Mecze i gole w reprezentacji | Mecze i gole w reprezentacji | Mecze i gole w reprezentacji |
| Lp.                          | Data                         | Miejsce                      | Gospodarz                    | Gość                         | Wynik                        | Gol                          | Rozgrywki                    |
| ---------------------------- | ---------------------------- | ---------------------------- | ---------------------------- | ---------------------------- | ---------------------------- | ---------------------------- | ---------------------------- |
| 1.                           | 16.06.2024                   | Suva                         | Fidżi                        | Papua-Nowa Gwinea            | 5:1                          |                              | Puchar Narodów Oceanii 2024  |
| 2.                           | 19.06.2024                   | Suva                         | Fidżi                        | Samoa                        | 9:1                          |                              | Puchar Narodów Oceanii 2024  |
| 3.                           | 30.06.2024                   | Suva                         | Tahiti                       | Fidżi                        | 2:1                          |                              | Puchar Narodów Oceanii 2024  |